# Psalmvertonung
Die Psalmen der Bibel wurden vielfach und von zahlreichen Komponisten vertont. Die meisten Psalmen finden sich im Buch der Psalmen, es gibt aber entsprechende Texte auch in anderen Teilen des Tanach und im Neuen Testament. Häufig dienen auch einzelne Verse den Komponisten als Grundlage für ein ganzes Werk.

## Psalmvertonungen nach Musikepochen geordnet

### Psalmen in der Musik der Renaissance
- Martin Luthers Kirchenlieder umfassen einige deutsche Psalmtexte sowie  Psalmvertonungen: Ps. 12: Ach Gott vom Himmel sieh darein, Ps. 130: Aus tiefer Not schrei ich zu dir. Das bekannteste Lied Luthers Ein feste Burg ist unser Gott basiert auf Psalm 46.

- Die Reformationspsalmen wurden im 16. Jahrhundert von Clément Marot und nach dessen Tod von Théodore de Bèze in Verse gesetzt; diese 150 Psalmen Davids werden als Genfer Psalter bezeichnet. Claude Goudimel schuf für die recht einfach gehaltenen Melodien mehrstimmige Psalmenvertonungen, wodurch der Psalter eine starke Rezeption erfuhr.
- Paschal de l’Estocart (1539–1584) war ein reformierter Kirchenkomponist der französischen Renaissance. Zahlreiche Psalmvertonungen gehen auf ihn zurück.
- João Lourenço Rebelos Werk enthält einige Psalmvertonungen.

### Psalmen in der Musik des Barock
- Heinrich Schütz (1585–1672) vertonte zahlreiche Psalmen, in Opus 2 von 1619 (SWV 22-47) 26 Psalmen Davids, in Opus 5 (SWV 97-256) (1628, rev. 1661) 103 vierstimmige Psalmen Beckerscher Psalter, in Opus 7 von 1636 (SWV 279-281) Psalmen 73,25-26 und 90,10 sowie in SWV 476 Psalm 24: Domini est terra
- Johann Sebastian Bach (1685–1750): BWV 69a Lobe den Herrn, meine Seele (Psalm 103, Vers 2), BWV 136 Erforsche mich, Gott, und erfahre mein Herz (Psalm 139, Vers 23), BWV 150 Nach dir, Herr, verlanget mich (Psalm 25, Verse 1-2, 4, 6, 15)
- Das Werkeverzeichnis von Georg Philipp Telemann (1681–1767) enthält unter der TWV 7 insgesamt 32 Vertonungen für unterschiedliche Besetzungen von 22 Psalmen[1]

### Psalmen in der Musik der Romantik
- Antonín Dvořák (1841–1904): Biblische Lieder op. 99 für Singstimme und Klavier (1894), Biblische Lieder op. 99 für Singstimme und Orchester (1895)
- Unter den wenigen deutschsprachigen Texten, die Louis Lewandowski (der "Mendelssohn der Synagoge") vertonte, besitzen die 18 liturgische Psalmen (23, 25, 36, 37, 39, 42 und 43, 46, 51, 62, 65, 67, 84, 85, 90, 100, 103, 121, 134) eine herausragende Bedeutung. Seiner Majestät dem Könige von Bayern Ludwig II. in tiefster Ehrfurcht gewidmet, betonen sie das Verbindende zwischen Christentum und Judentum, was dem Gedankengut des Komponisten entspricht, der die Synagogenmusik mit der allgemeinen Musikkultur zu verbinden suchte. Mit dem deutschsprachigen Text sind sie nicht unmittelbar an den traditionellen Psalmengebrauch in der Synagoge gebunden.
- Felix Mendelssohn Bartholdy vertonte eine Vielzahl von Psalmen, einige davon mehrfach, Details siehe Liste der Werke von Felix Mendelssohn Bartholdy
- Otto Nicolai vertonte sechs Psalmen für Doppelchor a cappella (Ps. 13, 31, 84, 97, 100) sowie den Psalmus 54 für zehnstimmigen Doppelchor a cappella.

### Psalmen in der Musik des 20. Jahrhunderts
- Alexander Zemlinsky vertonte 1910 die Psalmen 13, 23 und 83 für gemischten Chor und Orchester.
- Zoltán Kodály vertonte 1923 den 55. Psalm in seinem Werk Psalmus Hungaricus für Tenor, gemischten Chor, Knabenchor und Orchester
- Psalmensinfonie von Igor Strawinski (Pss. 38, 39 und 150), komponiert 1930, rev. 1948
- Das große Abend- und Morgenlob, op. 37 von Sergei Wassiljewitsch Rachmaninow enthält Passagen mit den Psalmen 103 und die sechs Psalmen oder Hexapsalm, russ. Shesopsalmiyeg, das sind die Psalmen 3, 37, 62, 87, 102 und 142, die in dieser Reihenfolge als Einheit betrachtet werden
- Chichester Psalms von Leonard Bernstein, dreiteilige Suite, komp. 1965
- Lateinische Psalmkompositionen von Jules Van Nuffel, darunter In convertendo Dominus (1926)
- In die mehrstimmigen Gesänge der Gemeinschaft von Taizé fließen immer wieder Psalmverse ein. Manche (ältere) dieser Psalmengesänge aus Taizé (Laudate omnes gentes, Ubi caritas) wurden in Gesang- und Gebetbücher der katholischen Kirche und evangelischer Kirchen übernommen
- Steve Reich verwendete Texte aus den Psalmen 19, 34, 18 und 150 für seine Komposition Tehillim (= „Psalmen“) von 1981
- David Chesky veröffentlichte 1997 die Three Psalms for String Orchestra (I – Death, II – Reflection, III – Resurrection) und Psalms 4, 5 & 6 – Remembrance For The Victims Of The Modern Holocausts (IV – Sorrow, V – Aftermath, VI – Rage and Despair)

### Psalmen in derpopulären Musik des 20. und 21. Jahrhunderts
- Der Text des Evergreens By the Rivers of Babylon von Boney M. besteht aus den ersten vier Versen des Psalms 137, der vom Babylonischen Exil der Juden handelt
- Auch der Popsong By the Waters of Babylon von Don McLeans Album American Pie beruht auf dem Text des Psalms 137. Es handelt sich bei diesem Song um die Bearbeitung eines Kanons von Philip Hayes (1738–1797)
- Die irische Band U2 verarbeitete in ihrem Hit 40 aus dem Jahr 1983 Psalm 40
- Die Industrial-Metal-Gruppe Ministry veröffentlichte 1992 ein Lied mit dem Titel Psalm 69
- Die Hamburger Crossover-Band 4Lyn veröffentlichte auf ihrem 5. Album Hello (2008) einen Titel namens Shadow Valley, dessen Refrain mit den Worten “As I walk through the valley of the shadows of death” beginnt
- E Nomine vertonte den Psalm 23
- Christoph Zehendner veröffentlichte im Jahr 2000 die CD Beziehungen – Fenster in die Welt der Psalmen, auf der er einige Psalmen in Sprache und Musik unserer Zeit übersetzt hat

## Psalmvertonungen nach Einzelpsalmen geordnet

### Zählweise
Die Psalmen werden unterschiedlich nummeriert im Masoretischen Text und in der Septuaginta bzw. Vulgata, entsprechend weichen auch die Übersetzungen ab. Evangelische Übersetzungen folgen in der Zählung dem masoretischen Text, ältere katholische der Septuaginta bzw. der Vulgata. So finden sich in Stellenangaben manchmal auch beide Nummern, dabei wird die Zählung nach der Septuaginta in Klammern nachgestellt.
| Masoretischer Text | Septuaginta | Anmerkung                                                    |
| ------------------ | ----------- | ------------------------------------------------------------ |
| Ps 1–8             | Ps 1–8      | Zählung gleich                                               |
| Ps 9–10            | Ps 9        | LXX zählt Pss. 9 und 10 als einen Psalm                      |
| Ps 11–113          | Ps 10–112   | hebräische Zählung geht um 1 voraus                          |
| Ps 114–115         | Ps 113      | LXX zählt 114 und 115 als einen Psalm                        |
| Ps 116             | Ps 114–115  | griech. als zwei Psalmen gezählt. Ps 115 beginnt mit Vers 10 |
| Ps 117–146         | Ps 116–145  | hebräische Zählung geht um 1 voraus                          |
| Ps 147             | Ps 146–147  | griech. als zwei Psalmen gezählt. Ps 147 beginnt mit Vers 12 |
| Ps 148–150         | Ps 148–150  | Zählung gleich                                               |

### Vertonungen von Psalm 1
- Edward Elgar, Blessed is the man that hath not walked in the counsel of the ungodly
- Paschal de l’Estocart, Qui au conseil des malins
- Friedrich Theodor Fröhlich, Der erste Psalm
- Henryk Górecki, Beatus vir op. 38 für Bariton, großen Chor und Orchester (1979)
- Michael Haydn, Beatus vir MH 398, MH 410
- W.A.Mozart aus "Vesperae solennes de Dominica" KV 321, Nr. 3 Beatus vir
- W.A.Mozart aus "Vesperae solennes de confessore" KV 339, Beatus vir
- Thomas Tallis aus "Archbishop Parker’s Psalter", Beatus Vir
- Antonio Vivaldi, Beatus vir RV 597
- Jan Dismas Zelenka, Beatus vir ZWV 75-77

### Vertonungen von Psalm 2
- Thomas Arne (New Version Metrical Psalter (Tate and Brady))
- Thomas Ravenscroft
- Thomas Tallis (Matthew Parker’s Psalter)
- Paschal de l’Estocart (Original Altfranzösisch)
- Georg Friedrich Händel: Messiah – Die Nummern 36 („Why do the nations so furiously rage together?“), 37 („Let us break their bonds asunder / He that dwelleth in heaven“) und 38 („Thou shalt break them“) enthalten die Verse 1-4 und 9.

### Vertonungen von Psalm 8
- Jakob Gruchmann, Nr. 6 in der KANTATE für Tenor, Blechbläserensemble und Pauken (2020)

### Vertonungen von Psalm 13
- Alexander Zemlinsky, Psalm 13 für gemischten Chor und Orchester (1910)

### Vertonungen von Psalm 16
- Jakob Gruchmann, Psalm 16 aus der Psalmen-Passion (2017)

### Vertonungen von Psalm 19
- Johann Sebastian Bach: Eingangschor der Kantate Die Himmel erzählen die Ehre Gottes, BWV 76
- Ludwig van Beethoven, Die Himmel rühmen die Ehre Gottes
- Joseph Haydn aus dem Oratorium "Die Schöpfung" HobXXI:2, Terzett und Chor Nr. 14 Die Himmel erzählen
- Felix Mendelssohn Bartholdy, Motette Die Himmel erzählen die Ehre Gottes S 81 (1820)
- Heinrich Schütz, Die Himmel, Herr, preisen Dein göttliche Macht und Ehr SWV 115

### Vertonungen von Psalm 22
- Jakob Gruchmann, Psalm 22 aus der Psalmen-Passion (2017)
- Felix Mendelssohn Bartholdy Der 22. Psalm op. 78/3 (1844) Mein Gott, warum hast du mich verlassen

### Vertonungen von Psalm 23
- Johann Sebastian Bach: Der Herr ist mein getreuer Hirt Choral 3 in: Ich bin ein guter Hirt Kantate BWV 85
- Johann Sebastian Bach: Der Herr ist mein getreuer Hirt Choral 6 in: Du Hirte Israel, höre Kantate BWV 104
- Johann Sebastian Bach: Der Herr ist mein getreuer Hirt Kantate BWV 112
- Leonard Bernstein: in Chichester Psalms, 2. Satz, 1965
- Antonín Dvořák: Hospodin jest můj pastýř In: Biblische Lieder. opus 99, 1894/1895
- Bernhard Klein: Der 23. Psalm für 4-stimmigen gemischten Chor
- Louis Lewandowski aus "18 liturgische Psalmen" für Soli, Chor und Orgel (1879), Der Herr ist mein Hirte
- Colin Mawby schrieb 2007 eine dreistimmige Fassung (SABar) mit Orgel
- Karol Rathaus: Psalm XXIII, op. 54
- John Rutter: The Lord is my Shepherd, 6. Satz in Requiem für Chor, Oboe und Orgel, uraufgeführt 1985
- Franz Schubert: Der Herr ist meine Hirte D.706
- Heinrich Schütz: Der Herr ist mein getreuer Hirt In: Beckerscher Psalter, SWV 97–256
- Joachim Schweppe: Der Herr ist mein getreuer Hirt Orgelmusik, 1959
- Willi Vogl: Wir machen und sind – Poetischer Kommentar zum Psalm 23 – für 3-stimmigen Mädchen- oder Frauenchor und Orgel, 2013
- Johann Walter: Der Herr ist mein getreuer Hirt (EG 274)
- Wilhelm Weismann: Der 23. Psalm, Motette für Solo und Chor (1954)
- Alexander Zemlinsky: Der 23. Psalm. op. 14, für gemischten Chor und Orchester, 1910
- Johannes Hatzfeld: Mein Hirt ist Gott der Herr, 1948 nach Caspar Ulenberg 1582

### Vertonungen von Psalm 24
- Georg Friedrich Händel Nr. 30 Lift up your heads im Oratorium Messiah, in der deutschen Fassung Machet das Tor weit
- Macht hoch die Tür, Choral von Georg Weissel[2]

### Vertonungen von Psalm 25
- Johann Sebastian Bach, Kantate BWV 150, Nach dir, Herr, verlanget mich
- Paul Gerhardt, Nach dir, O Herr, verlanget mich
- Louis Lewandowski aus "18 liturgische Psalmen" (1879), Deine Wege, Ewiger, mache mir kund (Ps 25,4-11)
- Ps. 25,15 Wiederholgesang aus Taizé Oculi nostri

### Vertonungen von Psalm 27
- Jakob Gruchmann, Nr. 2 in der KANTATE für Tenor, Blechbläserensemble und Pauken (2020)

### Vertonungen von Psalm 32
- Orlando di Lasso aus "Die sieben Bußpsalmen", Nr. 2 Beati quorum remissae für Chor (SSATTB)
- Gregor Wagener, Motette Wohl dem, dem die Übertretung vergeben sind (1565) für Chor (SATB)

### Vertonungen von Psalm 36
- Louis Lewandowski aus "18 liturgische Psalmen" für Soli, Chor und Orgel (1879), Ewiger, an den Himmel reicht deine Huld (Ps 36, 6-11)

### Vertonungen von Psalm 37
- Louis Lewandowski aus "18 liturgische Psalmen" für Soli, Chor und Orgel (1879), Befiehl dem Ewigen deinen Weg (Ps 37,5-6)

### Vertonungen von Psalm 39
- Louis Lewandowski aus "18 liturgische Psalmen" für Soli, Chor und Orgel (1879), Mache mir kund (Ps 39,5)

### Vertonungen von Psalm 41
- Jakob Gruchmann, Psalm 41 aus der Psalmen-Passion (2017)

### Vertonungen von Psalm 42
- Jakob Gruchmann, Psalm 42 aus der Psalmen-Passion (2017)
- Louis Lewandowski aus "18 liturgische Psalmen" für Soli, Chor und Orgel (1879), Wie der Hirsch lechzet
- Felix Mendelssohn Bartholdy, Der 42. Psalm, Psalmkantate für Soli, Chor und Orchester (1838)

### Vertonungen von Psalm 46
- Johann Sebastian Bach, Kantate Ein feste Burg ist unser Gott, BWV 80
- Louis Lewandowski aus "18 liturgische Psalmen" für Soli, Chor und Orgel (1879), Gott ist Zuflucht und Veste (Ps 46, 2-4.12)
- Martin Luther, Ein feste Burg ist unser Gott

### Vertonungen von Psalm 47
- Willi Vogl (* 1961) Ihr Völker alle, klatscht in die Hände! Komposition 2009 für 3-stimmigen Frauen- oder Mädchenchor und Orgel
- Florent Schmitt (1870–1958) Psaume XLVII op. 38 für Sopran-Solo, gemischten Chor, Orchester und Orgel

### Vertonungen von Psalm 51
- Gregorio Allegri Miserere, Motette für Chor
- Keith Green, Create in me a Clean Heart (1984)[3]
- Orlando di Lasso aus "Psalmi Davidis poenitentiales" (1584), Miserere
- Louis Lewandowski aus "18 liturgische Psalmen" für Soli, Chor und Orgel (1879), Ein reines Herz erschaffe mir, o Gott (Ps 51,12-14)
- Josquin des Prez Miserere, Motette für Chor

### Vertonungen von Psalm 62
- Jakob Gruchmann (* 1991) Mein Fels und meine Hilfe, Motette für sechsstimmigen Chor
- Louis Lewandowski aus "18 liturgische Psalmen" für Soli, Chor und Orgel (1879), Ganz in Gott ergeben ist meine Seele (Ps 562,2.3.6-9)

### Vertonungen von Psalm 65
- Louis Lewandowski aus "18 liturgische Psalmen" für Soli, Chor und Orgel (1879), Dir gebühret Lobgesang, Gott, in Zion
- Wolfgang Amadeus Mozart, Giuseppe Verdi, Gabriel Fauré, Maurice Duruflé: Im Introitus ihres Requiems werden die Verse 2-3 verwendet: „Te decet hymnus, Deus, in Sion, et tibi reddetur votum in Jerusalem: exaudi orationem meam, ad te omnis caro veniet.“

### Vertonungen von Psalm 66
- László Halmos Jubilate Deo, Motette für Chor (SATB)

### Vertonungen von Psalm 67
- Louis Lewandowski aus "18 liturgische Psalmen" für Soli, Chor und Orgel (1879), Gott sei uns gnädig und segne uns

### Vertonungen von Psalm 80
- Johann Sebastian Bach: Die Kantate BWV 104 Du Hirte Israel, höre beginnt mit Vers 2.

### Vertonungen von Psalm 81
- Jakob Gruchmann, Nr. 8 in der KANTATE für Tenor, Blechbläserensemble und Pauken (2020)

### Vertonungen von Psalm 83
- Alexander Zemlinsky, Psalm 13 für gemischten Chor und Orchester (1910)

### Vertonungen von Psalm 84
- Johannes Brahms setzte Wie lieblich sind deine Wohnungen ins Zentrum von Ein deutsches Requiem
- Matthias Jorissen: Wie lieblich schön, Herr Zebaoth, ist deine Wohnung, o mein Gott, Nachdichtung für den Genfer Psalter 1798 (EG 282)
- Louis Lewandowski aus "18 liturgische Psalmen" für Soli, Chor und Orgel (1879), Wie lieblich sind deine Wohnungen
- Josef Rheinberger: Wie lieblich sind deine Wohnungen op. 35 (1865)
- Heinrich Schütz: Wie lieblich sind deine Wohnungen, in: Psalmen Davids 1619, SWV 29

### Vertonungen von Psalm 85
- Louis Lewandowski aus "18 liturgische Psalmen" für Soli, Chor und Orgel (1879), Lass mich schauen, Ewiger, deine Huld (Ps 85,8-14)
- Heinrich Schütz aus Becker-Psalter (1602) Herr, der du vormals gnädig warst deinem erwählten Lande

### Vertonungen von Psalm 90
- Johann Sebastian Bach: Der Satz 2b (Tenor – Arioso) der Kantate Gottes Zeit ist die allerbeste Zeit (BWV 106) enthält den Vers 12: „Ach, Herr, lehre uns bedenken, dass wir sterben müssen, auf dass wir klug werden“
- Jakob Gruchmann: The Song of Moses im Oratorium MOSES. A Path to Life für Soli, Chor und Orchester (2016)
- Louis Lewandowski aus "18 liturgische Psalmen" für Soli, Chor und Orgel (1879), Unsere Tage lehr uns denn! (Ps 90,12-17)
- Willi Vogl (* 1961) Damit wir klug werden – Kantate für Sopran solo, dreistimmigen Frauenchor und Orchester. Korrespondierende Komposition zur gleichnamigen Losung des Evangelischen Kirchentags in Stuttgart 2015

### Vertonungen von Psalm 91
- Felix Mendelssohn Bartholdy vertonte im Jahre 1844 die Verse 11 und 12 Denn er hat seinen Engeln befohlen über dir. Doppelquartett aus Nr. 8 im Oratorium Elias
- Giacomo Meyerbeer vertonte 1853 den umfangreichen Psalm für zwei vierstimmige Chöre mit Soli a cappella. Das Werk war eine Auftragskomposition des preußischen Königs Friedrich Wilhelm IV. für den neu gegründeten Staats- und Domchor Berlin. Die Erstaufführung fand am 8. Mai 1853 in der Friedenskirche Potsdam in Anwesenheit des Monarchen statt

### Vertonungen von Psalm 94
- Julius Reubke: Orgelsonate in c-moll

### Vertonungen von Psalm 98
- Dietrich Buxtehude Cantate Domino BuxWV 12, Kantate für Soli, Chor und Orchester
- Jakob Gruchmann, Nr. 10 in der KANTATE für Tenor, Blechbläserensemble und Pauken (2020)
- Hans Leo Hassler Cantate Domino, Motette für Chor a cappella
- Mark Hayes Cantate Domino, Motette für Chor und Klavier
- Karl Jenkins Cantate Domino, Motette für Chor a cappella
- Felix Mendelssohn Bartholdy Singt dem Herrn ein neues Lied op. 91, Orchesterpsalm für Soli, Chor und Orchester
- Vytautas Miškinis Cantate Domino, Motette für Chor a cappella
- Claudio Monteverdi Cantate Domino SV 293, Kantate für sechs Stimmen
- Giuseppe Ottavio Pitoni Cantate Domino, Motette für Chor a cappella
- Georg Philipp Telemann Singt dem Herrn ein neues Lied TWV1:1345, Kantate für Soli, Chor und Orchester

### Vertonungen von Psalm 100
- G.F.Händel aus "Utrechter Te Deum und Jubilate" (1713), Jubilate
- Louis Lewandowski aus "18 liturgische Psalmen" für Soli, Chor und Orgel (1879), Jubelt dem Ewigen alle Lande
- Felix Mendelssohn Bartholdy: Jauchzet dem Herrn, alle Welt (1844), Motette für Chor a cappella
- W.A.Mozart: Jubilate Deo, Motette für Chor (SATB)
- Max Reger Der 100. Psalm op. 106, Choralsinfonie für Chor und Orchester (1909)
- Ralph Vaughan Williams: All people that on earth do dwell (1953)

### Vertonungen von Psalm 103
- Louis Lewandowski aus "18 liturgische Psalmen" für Soli, Chor und Orgel (1879), Preise, meine Seele, den Ewigen
- John Rutter Praise ye the Lord, Anthem für Chor und Orgel/Orchester

### Vertonungen von Psalm 105
- Jakob Gruchmann: Exodus im Oratorium MOSES. A Path to Life für Soli, Chor und Orchester (2016): Verse 26-38

### Vertonungen von Psalm 109
- Jakob Gruchmann, Psalm 109 aus der Psalmen-Passion (2017)

### Vertonungen von Psalm 111
- Pergolesi Confitebor tibi Domine, Kantate für Soli, Chor und Orchester

### Vertonungen von Psalm 113
Psalm 113 gehört zur klassischen Reihe der Sonntagsvesperpsalmen und damit zu den meistvertonten biblischen Texten.
- Giovanni Bononcini, Laudate pueri
- Anton Bruckner, Laudate pueri für Doppelchor und Orchester
- Colin Mawby, Laudate pueri (Uraufführung 2011 in der Westminster Cathedral Hall)
- Claudio Monteverdi aus Marienvesper, Laudate pueri
- W.A.Mozart aus "Vesperae solennes de confessore" KV 339, Laudate pueri
- Felix Mendelssohn Bartholdy, Laudate pueri für drei Frauenstimmen und Orgel
- Pergolesi, Laudate pueri

### Vertonungen von Psalm 114
Zu Psalm 114 gibt es unter anderem eine Vertonung von Bob MacDonald. Er verwendete die Vertonung von Suzanne Haïk-Vantoura.
Anzuhören ist der Psalm unter https://pressbooks.palni.org/thebibleandmusic/chapter/chanting-in-synagogues/ .

### Vertonungen von Psalm 116
Zu Psalm 116 gibt es eine lange Reihe von Vertonungen:
- Im Jahr 1900 vertonte Franz Schreker den 116. Psalm (op. 6) für Frauenchor und Orchester

### Vertonungen von Psalm 121
Der Psalm 121 wurde oft vertont. Die bedeutendsten Vertonungen sind:
- Herbert Howells, Motette Levavi oculos
- Felix Mendelssohn Bartholdy aus dem Oratorium Elias (op. 70, 1846), Hebe deine Augen auf (Terzett)
- Vytautas Miškinis, Motette Levavi oculos
- Orlando di Lasso, Motette Levavi oculos
- Louis Lewandowski aus "18 liturgische Psalmen" für Soli, Chor und Orgel (1879), Ich erhebe meine Augen zu den Bergen
- Carl Loewe, Paraphrase Hinauf zu jenen Bergen (1848) für gemischten Chor
- Heinrich Schütz schuf eine Fassung (SWV 31) für einen vierstimmigen Favorit-, zwei vierstimmige Capell-Chöre und Basso continuo

### Vertonung von Psalm 122
- Das Wallfahrtslied wurde sehr oft vertont. Besonders im Vereinigten Königreich erklang I was glad durch die Vertonung von Hubert Parry seit 1902 als Einzugslied bei allen Krönungen und manchen Hochzeiten (z. B. 2011 bei der Hochzeit von Prinz William und Catherine Middleton).

### Vertonung von Psalm 125
- Harald Feller, Psalm 125 für Sopran und Orgel

### Vertonung von Psalm 126
- Jules Van Nuffel vertonte den Psalm 126 (Psalm 125 in der lateinischen Zählung) In convertendo Dominus
- Benno Jünemann vertonte Wenn der Herr das Los wendet aus dem 126. Psalm

### Vertonung von Psalm 128
- Paul Siefert (1586–1666): Selig ist, der gepreiset für zwei vierstimmige Chöre
- Georg Quitschreiber (1569–1638): Selig ist, der gepreiset für fünf Stimmen (Jena, 1609)
- Georg Quitschreiber: Wol dem/ der Gott/ wie David lehret/ ehret für acht Stimmen (Jena, 1604)
- Henry Purcell: Beatui omni qui timent dominum, Z. 131
- Heinrich Schütz: Wohl dem, der den Herren fürchtet, SWV 30 für zwei vierstimmige Chöre
- Heinrich Schütz: Wohl dem, der den Herren fürchtet, SWV 44
- Heinrich Schütz: Wohl dem, der in Gottesfurcht steht, SWV 233 für vierstimmigen Chor

### Vertonungen von Psalm 130(De profundis)
- Das Thema regte schon Renaissance-Komponisten wie Josquin Desprez und Orlando di Lasso zu polyphonen Meisterwerken an. Zahlreiche Vertonungen beruhen auf der Umdichtung des Psalms durch Martin Luther, Aus tiefer Not schrei ich zu dir
- In der Barockmusik bildet der Text des Psalms die Grundlage der Kantaten Aus der Tiefen rufe ich, Herr, zu dir (BWV 131) und Aus tiefer Not schrei ich zu dir (BWV 38) von Johann Sebastian Bach. Von großer Eindringlichkeit ist das De profundis von Nicola Porpora
- Im 20. Jahrhundert wurden die Verse zum Ausdruck der Not und Verzweiflung der Menschen: In seinem gleichnamigen Gedicht verlieh der Expressionist Georg Trakl düsterer Melancholie Ausdruck, Lili Boulanger vertonte Du fond de l'abîme 1917, ihrem erwarteten, frühen Tod entgegenblickend
- Marcel Dupré verarbeitete die Schrecken des Ersten Weltkrieges, Arthur Honegger vertonte am Ende des Zweiten Weltkrieges das De profundis als ein Gebet ohne Hoffnung in seiner Symphonie liturgique
- Arvo Pärt komponierte das Thema 1980 kurz nach seiner Emigration aus der Sowjetunion
- John Rutter fügte den Psalm in englischer Sprache, Out of the deep, in sein Requiem ein, das 1985 uraufgeführt wurde
- Felicitas Kukuck vertonte den Psalm, zusammen mit dem Lutherlied Aus tiefer Not schrei ich zu dir und dem Gedicht von Nelly Sachs Chor der Sterne, 1987 in der Kantate De profundis für Solo-Alt, Solo-Tenor, vierstimmigen gemischten Chor und Instrumentalensemble (Alt-Blockflöte, Oboe, Trompete, Viola, Violoncello)
- Einer der letzten Komponisten, die sich dem Thema widmeten, war 1998 Krzysztof Penderecki mit seinem De profundis aus Seven Gates of Jerusalem

### Vertonungen von Psalm 134
- Cornelis Boscoop, Wilt dancken loven Gods naem vol eren
- Jakob Gruchmann, Psalm 134 für sechsstimmigen gemischten Chor (nach einer Übersetzung von Jörg Zink)
- Matthias Jorissen, Lobt Gott, den Herrn der Herrlichkeit (EG 300)
- Louis Lewandowski aus 18 liturgische Psalmen für Soli, Chor und Orgel (1879), Wohl an, preiset den Ewigen
- Heinz Werner Zimmermann, Psalm 134 für Männerchor, Harfe und Orgel (1974)

### Vertonungen von Psalm 137
- Friedrich Theodor Fröhlich, Der 137. Psalm
- Ludwig Keller, An Babels Wassern saßen wir

### Vertonungen von Psalm 138
- Josquin Baston, Confitebor tibi domine zu fünf Stimmen

- Christian Erbach: Confitebor tibi, Domine Motette
- Francesco Foggia Confitebor tibi domine
- Cesare Franco, Confitebor tibi, Domine, für dreistimmigen gemischten Chor mit Orgel
- André-Ernest-Modeste Grétry Confitebor tibi Domine (1762)
- Cesario Gussago, Confitebor tibi Domine (a 8 25)
- Robert Maximilian Helmschrott, Confitebor tibi Domine, Meditation
- Jiří Laburda, Confitebor Tibi, Domine für Sopran Solo, gemischten Chor und Orgel 1993
- Pergolesi: Confitebor tibi Domine
- Johann Rosenmüller, Confitebor tibi domine
- Pavel Josef Vejvanovský (?), Confitebor tibi Domine 6 voci, 2 violini e 3 tromboni (1660)
- Samuel Wesley, Confitebor tibi, Domine 1978
- Friedrich Wilhelm Zachow, Confitebor tibi Domine,  Kantate (1701)

### Vertonungen von Psalm 139
- Johann Sebastian Bach (1685–1750): Eingangschor der Kantate Erforsche mich, Gott, und erfahre mein Herz (Psalm 139, Vers 23)
- Paul Blumenthal (1843–1930): Psalm 139 (Vers 23 und 24)
- Johann Nepomuk David (1895–1977): Psalm 139 (Herr, du erforschest mich) für gemischten Chor
- Jakob Gruchmann, Nr. 4 in der KANTATE für Tenor, Blechbläserensemble und Pauken (2020)
- Franz Koglmann (* 1947): 139. Psalm für Mezzosopran, Trompete, Posaune und Tuba
- Hartmut Naumann Musik, Text Ute Passarge, Bis an das Ende der Zeit, nach Psalm 139 in „My life is in your hands“, Strube Verlag
- Ernst Pepping (1901–1981): Der 139. Psalm (Herr, du erforschest mich) für Alt-Solo, 4-stimmigen gemischten Chor und Orchester
- Joseph Scrivener(?): Psalm 139 for medium voice and piano (?)
- Rudi Spring (* 1962): Psalm 139 (op. 68c; 1997) für Alt, gemischten Unisono-Chor und Orgel. Text: deutsch von Martin Buber
- David Evan Thomas (* 1958): The Wings of the Morning (O Lord, thou hast searched me); 2003 for medium voice and piano. Text: englisch in der King-James-Bibel

### Vertonungen von Psalm 145
- Heinrich Schütz: Der 10. Gesang der Zwölf geistlichen Gesänge (SWV 420-431) enthält die Verse 15-16: „Aller Augen warten auf dich, Herre.“

### Vertonungen von Psalm 150
- Heinrich Schütz: Alleluja! Lobet den Herren in seinem Heiligtum Psalm 150. Aus Psalmen Davids SWV 38 (1619)
- Jan Dismas Zelenka: Chvalte Boha silného ZWV 165 (1725)
- Robert Schumann: Psalm 150 (1822)
- Felix Mendelssohn Bartholdy: Lobgesang op. 52 (1840)
- Louis Lewandowski: Großes Halleluja (Psalm 150) (ca. 1866)
- César Franck: Psaume 150 (1883)
- Anton Bruckner: Psalm 150 (Halleluja. Lobet den Herrn in seinem Heiligthum) WAB 38 (1892)
- Charles Ives: Psalm 150 (1894)
- Charles Villiers Stanford: Psalm 150: O praise God in his holiness (1909)
- Igor Strawinsky: Psalmensinfonie, 3. Satz (1930/48)
- Zoltán Kodály: Geneva Psalm 150 (1936)
- Alberto Ginastera: Psalm 150, Op. 5 (1938)
- Benjamin Britten: Psalm 150 op. 67 (1962)
- Bertold Hummel: Psalm 150 (Halleluja. Laudate Dominum) op.90,42 (1989)
- John Rutter: Psalm 150 (2002)

## Andere Einordnungen

### Psalmen in der osmanischen Musik
- Übertragung der ersten 14 Psalmen aus dem Genfer Psalter durch Wojciech Bobobwski alias Ali Ufki ins Türkische

### Psalmen im Gotteslob und im Evangelischen Gesangbuch
- Zahlreiche Psalmengesänge finden sich auch im katholischen Gotteslob und im Evangelischen Gesangbuch
- Das Freiburger Kantorenbuch enthält die Antwortpsalmen aller Sonn- und Festtage der drei Lesejahre im katholischen Wortgottesdienst für solistischen Kantorengesang (Vorsängerverse), Gemeinde (Kehrverse) und Orgel. Die Musik in barocker bis spätromantischer Tonsprache schöpft aus dem Reichtum der englischen liturgischen Musik, insbesondere der dort gebräuchlichen Rezitationsmodelle. Textgrundlage ist der von Benediktinern erstellte und erprobte Münsterschwarzacher Psalter als gut singbare Psalmenübertragung im deutschsprachigen Raum

### Vespern
Im katholischen Raum wurden von der Renaissance bis zum 18. Jahrhundert zahlreiche musikalische Vespern komponiert, darunter die Marienvesper von Claudio Monteverdi. Wie bei der Marienvesper Monteverdis enthalten diese musikalischen Vespern viele Psalmvertonungen.